# Raphael Hotel
El Raphael Hotel es un hotel histórico de nueve pisos  ubicado en 325 Ward Parkway en el distrito Country Club Plaza en Kansas City, Missouri. Es un hito de importancia local que se inauguró originalmente en 1928 como Villa Serena Apartments, un bloque de apartamentos de lujo. Su arquitectura de estilo renacentista italiano fue diseñada para complementar el estilo español del naciente Country Club Plaza desarrollado a principios de la década de 1920.
En 1974, JC Nichols Company compró la estructura, la remodeló y volvió a abrir como The Raphael en 1975. de 126 habitaciones sigue el modelo de los pequeños hoteles europeos. Es miembro de Historic Hotels of America desde 2001 y fue incluida en el Registro Nacional de Lugares Históricos en 2009. Está afiliado a Marriott Autograph Collection. A partir de 2017 tenía un restaurante llamado Chaz.